# Semetiš
Semetiš är en ort i Bosnien och Hercegovina.   Den ligger i entiteten Federationen Bosnien och Hercegovina, i den centrala delen av landet, 40 km norr om huvudstaden Sarajevo. Semetiš ligger 746 meter över havet och antalet invånare är 101.
Terrängen runt Semetiš är kuperad. Närmaste större samhälle är Kakanj, 5,5 km sydväst om Semetiš. 
I omgivningarna runt Semetiš växer i huvudsak blandskog. Runt Semetiš är det ganska tätbefolkat, med 93 invånare per kvadratkilometer.